# غولشان باشاييفا
غولشان ممدعلي قيزي باشايفا (بالأذرية: Gülşən Paşayeva) (1 أغسطس 1961، باكو)،هي لغوية وشخصية سياسية وعضو في مجلس إدارة مركز تحليل العلاقات الدولية وتعمل نائبة في للجمعية الوطنية لجمهورية أذربيجان. 

## السيرة الذاتية
وُلدت غولشان باشاييفا في عائلة المؤرخ ممدعلي باشاييف. تخرجت بمرتبة الشرف (ميدالية ذهبية) من المدرسة الثانوية رقم 159 في باكو عام 1978، وحصلت على درجة في اللسانيات البنيوية والتطبيقية من جامعة موسكو الحكومية عام 1983.
في عام 1996، أسست مركز بحوث مشاكل علم الصراع وقادته حتى عام 2001. من 2001 إلى 2006، عملت منسقة وطنية لأذربيجان في المشروع الإقليمي التابع للأمم المتحدة "النساء في منع النزاعات وبناء السلام في منطقة القوقاز الجنوبية". بين عامي 2007 و2009، عملت في دائرة الإعلام العام التابعة للأمم المتحدة في أذربيجان.
في عام 2009، أصبحت رئيسة قسم تحليل السياسة الخارجية في مركز الدراسات الاستراتيجية، وتم تعيينها نائبة للمدير في عام 2011. في عام 2018، بدأت العمل في الإدارة الرئاسية لأذربيجان كمستشارة رئيسية، ومنذ عام 2019، أصبحت عضوًا في مجلس مركز تحليل العلاقات الدولية.
تم انتخاب غولشان باشاييفا لعضوية المجلس الوطني لأذربيجان في عام 2024، ممثلةً عن الدائرة الانتخابية الثانية في خزر (الدائرة 13). وهي عضو في لجان الدفاع والأمن ومكافحة الفساد، والعلاقات الدولية، والتهديدات الهجينة، وكذلك في لجنة التعاون البرلماني بين أذربيجان والاتحاد الأوروبي، والجمعية البرلمانية لمنظمة الأمن والتعاون في أوروبا.

## النشاط الأكاديمي
من عام 1983 حتى 2001، عملت غولشان باشاييفا في جامعة باكو الحكومية في أدوار تتراوح من محاضرة إلى أستاذ مساعد. تحمل درجة الدكتوراه في الفيلولوجيا، التي تم منحها لها في عام 1990.
تتخصص في حل النزاعات، الأمن، دراسات الجندر، وسياسة اللغة. شاركت في وأجرت أبحاثاً في برامج دولية متعلقة بحل النزاعات والتفاوض، بما في ذلك برنامج "الشركاء في النزاع" في جامعة ماريلاند في عام 1995 ومنحة فولبرايت في كلية فليتشر في جامعة تافتس في الفترة من 1998 إلى 1999. كما حضرت تدريباً على الوساطة في مركز الدراسات النمساوي للسلام وحل النزاعات في عام 2000، وبرنامج حل النزاعات في جامعة أوبسالا في عام 2001.
غولشان باشاييفا هي مؤلفة أكثر من 130 مقالاً، وشاركت في تحرير ثلاثة كتب، بما في ذلك "الشراكة الشرقية للاتحاد الأوروبي: إطار مشترك أم فرصة أوسع؟" (2012)، "التعاون في أوراسيا: ربط الهوية والأمن والتنمية" (2016)، و"محاصرة بين الحرب والسلام: حالة كاراباخ" (2017).